# Јохан Лудвиг Емил Дрејер
Јохан Лудвиг Емил Дрејер (дан. Johan Ludvig Emil Dreyer, енгл. John Louis Emil Dreyer; Копенхаген, 13. фебруар 1852 — Оксфорд, 14. септембар 1926) је био данско-ирски астроном.
Познат је као стваралац три каталога небеских објеката. То су Нови генерални (општи) каталог маглина и звјезданих јата (New General Catalogue of Nebulae and Clusters of Stars), који се често и данас користи, и два додатна Индекс каталога (Index Catalog).
Дрејеровим објектима се називају небески објекти које је Јохан Дрејер унио у горенаведене каталоге дубоког неба.

## Биографија
Родио се као Johan Ludvig Emil Dreyer у Копенхагену, Данска. Године 1874. је отишао у Ирску да ради као астрономски помоћник Лоренса Парсонса, четвртог ерла од Росеа (Lawrence Parsons, 4th Earl of Rosse). 1878. је прешао на опсерваторију Дунсинк (Dunsink), а 1882. опсерваторију Армаг (Armagh). Ту је остао директор све до 1916.
Добио је златну медаљу Краљевског астрономског друштва 1916. По њему је назван и кратер на Мјесецу.

## Дјела
Његово највеће достигнуће је монументални Нови генерални (општи) каталог маглина и звјезданих јата, који се често и данас користи. Уз то је припремио и два додатна индекс каталога.
Био је и историчар астрономије. Објавио је биографију Тиха Брахеа , а касније је уређивао и његове рукописе. Значајна је и његова књига Историја планетарних система од Талеса до Кеплера (енгл. History of the Planetary Systems from Thales to Kepler) коју је објавио 1905. И данас се штампа под називом Историја астрономије од Талеса до Кеплера (енгл. A History of Astronomy from Thales to Kepler).